# 草堂镇 (奉节县)
草堂镇，是中华人民共和国重庆市奉节县下辖的一个乡镇级行政单位。

## 行政区划
草堂镇下辖以下地区：
柑子社区、七里社区、欧营村、林政村、石马村、桂兴村、中梁村、毛坪村、新房村、竹坪村、龙关村、天坪村、双凤村和东坡村。